# カドヘリン

細胞接着の図。カドヘリンは一番下に書かれている

カドヘリン (Cadherin) は細胞表面に存在する糖タンパク質の一群で、細胞接着をつかさどる分子であり、動物の胚発生に重要な役割を果たす。典型的なカドヘリン（クラシックカドヘリン）は、アドヘレンス・ジャンクションの構築を通じて、細胞と細胞の接着の形成と維持に関わる。クラシックカドヘリンは、その細胞外に5つのドメイン構造（ECドメイン）を繰り返し、1つの膜貫通セグメントと細胞内ドメインを有する。細胞内ドメインにはカテニンが結合し、細胞骨格への連結を行っている。カドヘリンは、その機能発現にカルシウムイオンを必要とし、カルシウムイオン存在下でプロテアーゼによる分解から保護される。カルシウム calcium と接着 adhere にちなみ、その発見者であるAron Mosconaや竹市雅俊らにより命名された。ECドメインをもつ分子は脊椎動物ゲノム中に120個ほど見いだされ、カドヘリンスーパーファミリーと呼ばれている。

## カドヘリンの例
- クラシックカドヘリン（Eカドヘリン、Nカドヘリン、Pカドヘリン）: 最初に発見されたEカドヘリンは、歴史的にはL-CAM（ニワトリ）、ウボモルリンなどとも呼ばれていた。
- プロトカドヘリン
- Flamingo
- Fat
- デスモソーマルカドヘリン

## カドヘリンの機能
細胞接着、胚発生、形態形成、がんの浸潤・転移、シナプス形成、シナプス可塑性。